# 往来港澳通行证
往来港澳通行证（英語：Exit-Entry Permit for Travelling to and from Hong Kong and Macao (EEP)），简称港澳通行证或雙程證（英語：Two-way Permit (TWP)），前稱中華人民共和國往來港澳通行證，是由国家移民管理局签发给在中国内地設有户籍的中国公民和暂住中國內地的中华人民共和国护照持有人因私往来香港或澳门旅游、探亲、从事商务、培训、就业及留学等非公务活動的旅行证件，使用双程证赴港澳前，持证人須根据旅行目的取得国家出入境管理部门簽發的对应类别的簽注，如旅遊、探親、商務等。往来港澳通行证是内地居民在香港和澳门境内最常用的身份證明文件之一，但并不是唯一证件，符合相关条件的旅客还可以单独或连同其它文件使用中华人民共和国护照等证件过境、访问和居留香港及澳门。

## 历史

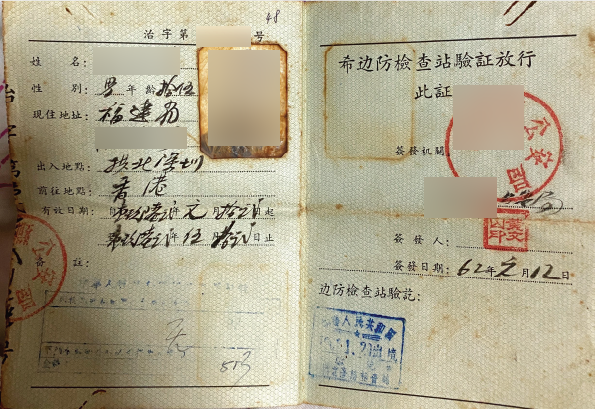
1960年代，由福建省某公安局簽發的往來港澳通行證之內頁

1898年8月6日生效的《展拓香港界址專條》規定，九龍向通新安陸路，中國官民照常行走。1938年广州沦陷后，港英政府为阻止大量内地难民涌入香港，在边界架设铁丝网，修筑工事，宣布边界为禁区，中國大陸居民往来香港受到一定限制。1941年12月日军侵占香港之后，日军拆除了边境木桩标志，使这一时期再度成为无界址时期，两地居民恢复自由往来。

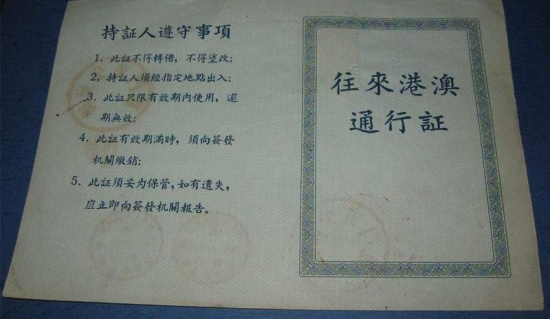
1960年代的港澳通行证

中华人民共和国成立后一段时期，中国内地和港澳居民仍可以自由往来，不受限制。1951年2月，中国政府封锁了广东与港澳接壤的边界，并在边境上建立了边防检查站。同时规定凡是有亲属在港澳地区的内地公民，需前往港澳地区探亲、治病、奔丧的，可以申请领取通行证赴港澳。申请人必须事前携带户口簿或区、乡政府书面证明及本人证件，向户口所在地公安机关办理申请手续，经批准后再领取出入境通行证，并从指定的口岸出入，往来香港的从深圳罗湖口岸出入，往来澳门的从珠海拱北口岸出入。同年8月2日，中华人民共和国中央人民政府颁布了《关于往来香港、澳门旅客的管理规定》，由此中国内地居民往来港澳需要凭证出入。当时广东省居民持用的通行证有《广东省人民政府出入口定期通行证》、《广东省人民政府出入口单程通行证》和《广东省人民政府出入口来回通行证》，1951年10月统一为《广东省人民政府公安厅出入通行证》，1955年3月改为《来往港澳通行证》，1956年7月又改为《往来港澳通行证》。
1979年，深圳市为适应试办经济特区的需要，与香港有关部门就给少数因紧急经济贸易活动去港人员签发多次往返《往来港澳通行证》问题达成协议，商定持此证件前往香港，每次在港停留时间不超过7天，不受出境名额限制。当时只限于深圳市公安局和广东省公安厅签发这种证件，且数量不多。1981年，中共中央、国务院批转广东、福建两省特区工作会议纪要，肯定了这一做法，规定深圳特区公务人员需要经常往来香港、澳门的可以发给《往来港澳通行证》，且多次往返有效。经广东省人民政府同意，珠海、汕头经济特区也分别于1986年9月及1987年7月起为部分赴香港的经济贸易业务人员签发这种证件。1981年6月30日之前，中国内地居民因私去香港、澳门由县公安局受理审批，1981年7月1日起，审批权收窄到地区公安局。
1982年9月，公安部将单程去港定居和双程去港探亲分开，分为前往港澳定居（单程）申请和短期去港澳（双程）申请两种。前者有严格条件，严格限额，严格审批；后者申请人数可逐渐有所增加。1983年9月1日起，中国内地居民前往港澳地区定居的，使用《前往港澳通行證》；而前往港澳地区探亲、旅游的使用《往来港澳通行证》。

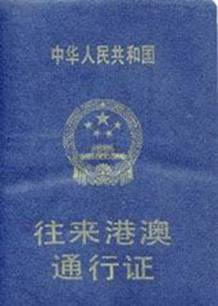
1983年版的本式港澳通行证（2002年停止签发）

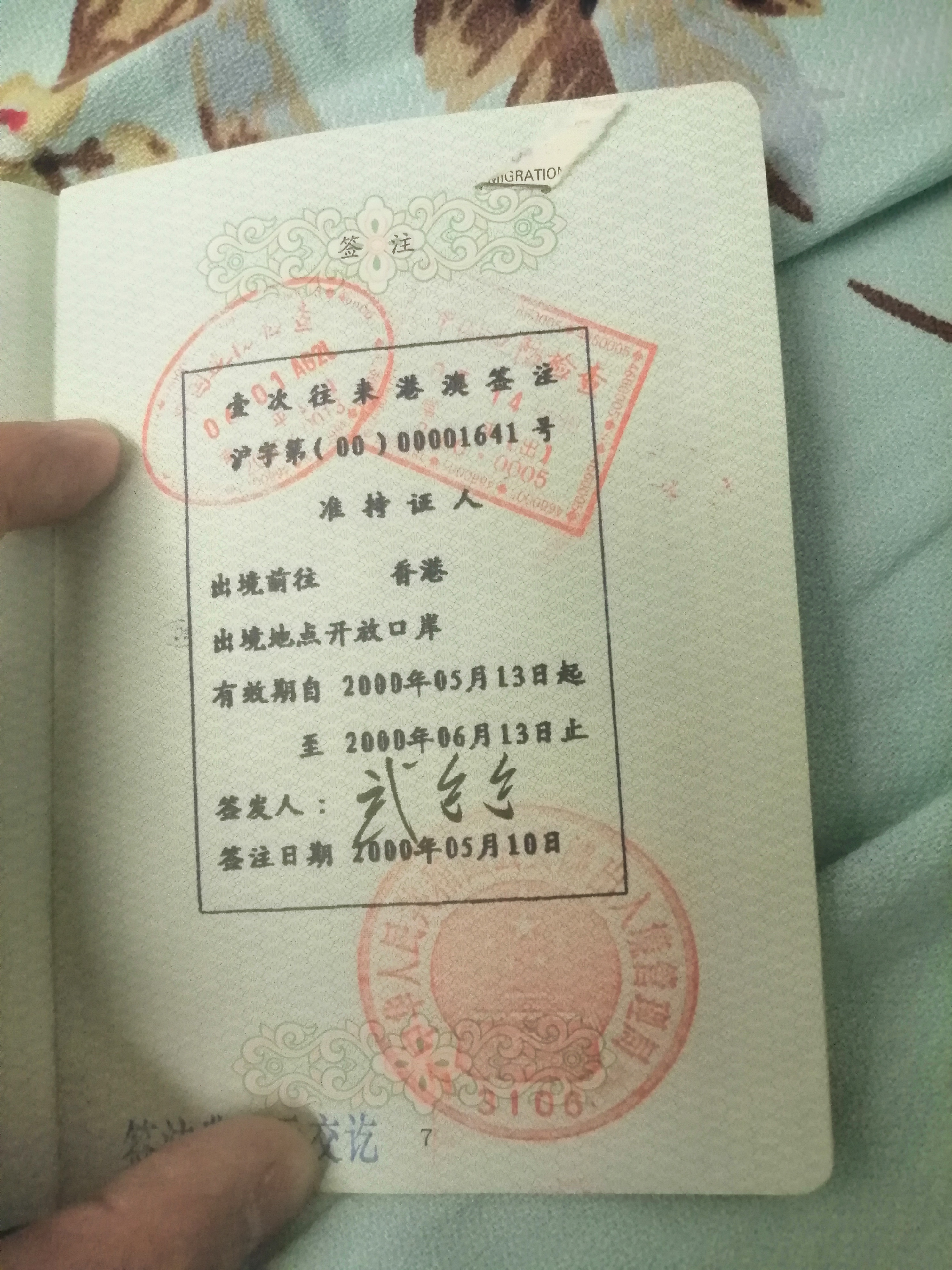
1983年版港澳通行证上的赴港签注，当时签注为印章式

1983年，广东省公安机关与有关单位一起，在全国率先采取组织本省居民赴港澳地区探亲旅行团的办法，规定凡参加探亲旅行团的人员只要交足往返旅费，港澳亲友担保按期随团返回，即可得到批准。1983年11月8日，广东省人民政府发出《关于开办广东省内居民赴港旅游业务的通知》。1987年起，组织旅行团往港澳探亲的做法被推广到除西藏以外的中国内地各省、自治区和直辖市。1986年12月，公安部开始施行《中国公民因私事往来香港地区或者澳门地区的暂行管理办法》，《办法》规定中国内地居民前往香港、澳门，凭《往来港澳通行证》从指定的口岸（往香港是深圳羅湖、往澳门是珠海拱北）通行，返回内地也可从其他对外开放的口岸通行。
1992年11月，公安机关作出规定，对各企业、各部门聘用、借调的并在当地住满一年以上，同时办理暂住户口手续的外地户口人员，允许参加港澳游。1998年3月，公安部制定《内地居民从事商务、培训、就业等非公务活动往来香港特别行政区的暂行管理办法》。根据《办法》，广东省只有省公安厅和深圳、珠海、汕头三个经济特区有权签发多次往返《往来港澳通行证》。
在1980年代至1990年代，中国内地居民申请的港澳通行证一般为仅有两页的证件，递交申请时除需要提供身份证、户口簿外，还需要提供所在单位开具的工作证明以及所在地派出所开具的家庭证明等证明材料，且实行“按需申领”的申请政策，每年有一定的签发配额。而签注也主要分探亲、跟团游和商务，其中申请探亲签注还必须提供在港直系亲属发给申请人的邀请函，且只能探访直系亲属，不能探访表亲亲属；而跟团游签注除了需要提供旅行社参团证明外，还作出在港期间全程跟团，不得随意脱团出行的要求。
2002年1月，公安部在江苏省率先启用2000-1版往来港澳通行证及贴纸签注，之后于5月起在全国范围陆续启用2000-1版往来港澳通行证及贴纸签注，以取代1983年开始启用的证件和印章式签注，同时取消一次性旅游通行证。新版通行证在防伪方面作出较大改进，同时载有国际标准机读码及中文机读码，以提高旅客通关速度。而证件页数也由1983年版的16页增加至32页，以适应签发1年、3年多次签注的需要，同时增加应急资料页，取消钢印、发证机关印章、发证机关签署人的姓名及现有住址栏目。申请人在申请通行证时，可先办理通行证，直至需要出境时才办理签注，改变了需要同时办理的情况。同时，申请人仅需凭身份证、户口簿即可申领通行证，也取消了“按需申领”的制度。之后，公安部于2007年启用2000-2版往来港澳通行证，该版本仅作出小修改。
2009年4月1日，为应对国际金融危机，中央政府根据香港特区政府请求，在深圳市试行户籍居民“一签多行”个人旅游签注政策，即深圳户籍居民持该签注可一年内无限次前往香港。但随着内地居民赴港旅游人数的不断增多，内地与香港出入境口岸压力增大，赴港旅游人数与香港旅游承载能力的矛盾也日益凸显。为此在2015年4月13日，公安机关出入境管理部门决定，深圳户籍居民“一签多行”政策调整为“一周一行”，每周（周一至周日）最多可前往香港一次。
2014年5月20日起，公安部在广东试点启用电子往来港澳通行证（即2014版往来港澳通行证）。新版证件采用国际标准设计制作，样貌从本式改成卡式，签注也不再采取贴纸的方式，而是直接打印在证件背面，可重复擦写。另外新版证件还与电子护照一样，采用了符合国际标准的高安全性集成电路芯片，并标有电子旅行证件标志。新证将对16周岁以上（含）的申请人采集或核验指纹，未满16周岁者可以不采集，如有经常往来港澳需求的，可以在监护人的要求下采集指纹。另外，内地口岸边检机关对7周岁以上（含）、已留存指纹信息的持证人，均允许经自助通道通行；但对于从同时通航港澳的空港、海港口岸出境的，暂时无法提供自助通关服务；赴港澳旅游团队仍需按现行规定经由人工检查通道出境。此外，使用电子港澳通行证的旅客也可以在履行相应手续后使用香港的自助出入境检查系统和澳门的自助查验系统出入境。
2014年9月15日开始，公安部在全国范围内发行电子港澳通行证，同时不再受理本式港澳通行证（2000版往来港澳通行证）的新申请。仍持有本式港澳通行证且通行证仍在有效期内的，可以继续使用原通行证申请港澳签注并往来港澳。
国家发改委宣布自2017年7月1日起，港澳通行证收费标准将由每证100元降为每证80元。一次有效签注由20元降为每件15元，短期（不超过一年）多次有效签注由100元降为80元，长期（三年以上，含三年）多次有效签注由300元降为240元。
2017年9月1日起，广东省居民可以将在微信办理的港澳通行证放入“微信卡包”内，居民可通过微信查看通行证签注次数、续签等信息。但电子版证件不具备实体证件的法律和实际使用效力，居民在办理出入境检查手续时必须携带实体证件。2018年底，由前缀字母C和8位阿拉伯数字组成的证件号码号段资源将尽，此号段资源使用完毕后，编制规则将进行调整，其中前缀字母C保持不变，第二位改为顺序使用英文字母（I、O除外），第三位起仍然为阿拉伯数字，总位数仍为9位。新号段证件起始号码为第CA0000001号。
2019年4月1日起，包括往来港澳通行证在内的中国内地居民出入境证件实行“全国通办”，即内地居民可在全国任一出入境管理窗口申请办理护照，在异地办理的条件和在申请人的户籍地办理一致。
2019年6月起，停止受理本式港澳通行证（2000版中华人民共和国往来港澳通行证）的加签业务。2019年9月13日，最后一批本式往来港澳通行证有效期限截止，所有持本式往来港澳通行证的内地居民须换领卡式的电子港澳通行证申请港澳签注并往来港澳。
2019年6月，国家发改委宣布自2019年7月1日起，往来港澳通行证收费标准由每证80元降为每证60元。
2020年1月28日，因防范2019冠状病毒病疫情全国公安机关出入境管理部门暂停受理、审批、签发内地居民赴香港、澳门团队旅游、个人旅游签注。。2月7日起，暂停办理内地居民赴香港商务签注。
2020年8月12日起分区域逐步恢复办理赴澳门旅游签注（含团队旅游、个人旅游签注）。2021年10月11日起在广东省试行恢复办理赴香港商务签注，广东省内企业机构工作人员及个体工商户经营者赴香港从事商务活动的可向广东省公安机关出入境管理部门申请办理签注，但疫情中、高风险地区及申请前14天内有疫情中、高风险地区旅居史的人员除外。2022年11月1日起，内地居民可通过智能签注设备提交赴澳门旅游签注申请，无需提交纸质申请材料，旅游签注将现场制发。
2023年1月8日起恢复办理赴香港旅游签注（含团队旅游、个人旅游签注，不包括深圳户籍居民“一周一行”签注）和赴香港商务签注。2023年2月6日起全面恢复办理赴港澳各项签注，并开放香港电子签注。惟全国多地智能签注设备上办理赴港旅游电子签注时只可办理一次和多次签注（限合资格人士），而无法办理暂停前可直接在该设备上办理的两次赴港签注。
2023年2月9日，中华人民共和国出入境管理局决定，自2023年2月20日起在粤港澳大湾区内地城市（含广州、深圳、珠海、佛山、东莞、中山、江门、惠州、肇庆）试点实施往来港澳人才签注政策。
2023年5月15日起，恢复实行内地居民赴港澳团队旅游签注“全国通办”，实施内地居民申办赴港澳地区探亲、工作、学习证件“全国通办”，同时调整在澳门就读的内地学生逗留签注有效期由最长不超过1年，调整为与其在澳门就读的学习期限一致。
2023年12月底，全国人大常委李慧琼在出席全国人大常委会会议时，与多名人大代表提交建议，争取进一步放宽一签多行及自游行城巿。
2024年4月28日，国家移民管理局公布内地居民赴港澳政策优化措施，包括：北京、上海等20个试点城市16周岁以上户籍居民（国家工作人员和现役军人除外）换发补发往来港澳通行证可线上办理；赴港澳商务签注可在全国任一公安机关出入境管理窗口提交申请，多次商务签注申请人可使用智能签注设备提交申请；赴港澳商务签注持有人在港澳地区停留期限由7天延长至14天；将内地居民赴港澳人才签注政策适用范围扩大至北京、上海两地；新增赴澳门1年多次“其他”类签注；为参加“琴澳旅游团”的内地居民签发专门团队旅游签注，参团人员入境澳门后，7日内可以“团进团出”方式经横琴口岸多次往返横琴与澳门。上述措施自5月6日起实施。
2024年11月29日，中华人民共和国出入境管理局决定，自2024年12月1日起恢复深圳户籍居民赴港旅游“一签多行”政策，同时将持深圳市居住证的外地户籍人员纳入“一签多行”适用范围，不再签发赴港旅游“一周一行”签注；自2025年1月1日起，珠海市户籍居民可以申请办理赴澳旅游“一周一行”签注，横琴粤澳深度合作区户籍居民和居住证持有人可以申请办理赴澳旅游“一签多行”签注。

## 式样

### 卡式往來港澳通行證
正面（个人资料）
与此前启用的新版港澳居民来往内地通行证一样，卡式双程证正面的左侧为通行证持有者的照片，右侧有缩微打印。通行证采用双色荧光防伪设计。除此以外，通行证还包含以下资料内容：
- 通行证号码：前缀字母“C”开头，第二位为阿拉伯数字或英文字母（I、O除外），后接7位阿拉伯数字，标注于证件正面右上方
- 姓名：分两行同时注有中文姓名和姓名的汉语拼音
- 出生日期：以“YYYY.MM.DD”之形式记载
- 性別（男／女）
- 有效期限：以“YYYY.MM.DD（签发日期）-YYYY.MM.DD（失效日期）”之形式记载（发放给未满16周岁的人士的证件，有效期为5年；发放给年满16周岁的人士的证件，有效期为10年）
- 签发机关：中华人民共和国出入境管理局（2019年6月1日前为公安部出入境管理局）
- 签发地点：只记录签发所在省份（或自治区、直辖市）
- 证件机读码

背面（签注）
卡式双程证背面显示所办理的签注信息，采用热敏重印膜设计，其所包含的內容如下：
- 往来香港签注、往来澳门签注：这两栏显示签注种类、往返次数、有效期和备注等信息，同时该栏也添加了签注二维码。签注可重复擦写。
- 自助通关提示：显示预存指纹信息，可用于自助出入境檢查系統（"H"/"M" 代表已于申请时签署允许港/澳地区使用预存指纹信息进行自助出入境檢查）

### 编码规则
| 2014版双程证机读码顺序标识         | 2014版双程证机读码顺序标识 | 2014版双程证机读码顺序标识               | 2014版双程证机读码顺序标识       |
| 位数                               | 字段                       | 格式                                     | 说明                             |
| ---------------------------------- | -------------------------- | ---------------------------------------- | -------------------------------- |
| 1-2                                | 证件标识                   | CS                                       | 表示2014版往来港澳通行证         |
| 3-11                               | 通行证号码                 | 前缀字母C，次位为数字或字母，后接7位数字 | 与正面视读区证件号码一致         |
| 12                                 | 校验位                     | 1位数字                                  | 3-11位校验码                     |
| 13                                 | 空位                       | <                                        | 不適用                           |
| 14-19                              | 有效期                     | YYMMDD                                   | 证件有效期截止日                 |
| 20                                 | 校验位                     | 1位数字                                  | 14-19位校验码                    |
| 21                                 | 空位                       | <                                        | 不適用                           |
| 22-27                              | 出生日期                   | YYMMDD                                   | 持证人出生日期                   |
| 28                                 | 校验位                     | 1位数字                                  | 22-27位校验码                    |
| 29                                 | 空位                       | <                                        | 不適用                           |
| 30                                 | 校验位                     | 1位数字                                  | 3-12位、14-20位、22-28位总校验码 |
| 注1：校验码采用ICAO Doc 9303标准； |                            |                                          |                                  |

### 歷史式樣

#### 本式《中华人民共和国往来港澳通行证》（2000年版）
个人资料页
通行证包含以下资料内容：
- 通行证号码：前缀字母“W”开头，后接8位阿拉伯数字
- 姓名：分两行同时注有中文姓名和姓名的汉语拼音
- 性別（男／女）
- 出生日期：以“YYYY年MM月DD日”之形式记载
- 出生地
- 有效期至：记载格式同出生日期（有效期为5年）
- 签发日期：记载格式同出生日期
- 签发地點：只记录签发省份（或自治区、直辖市）
- 证件机读码

## 签注

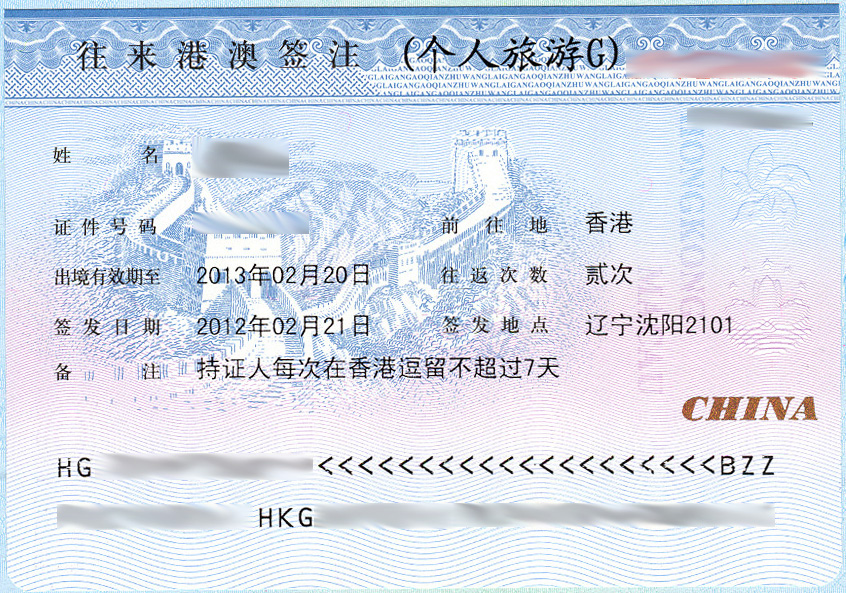
往來港澳通行證上的香港個人旅遊（G）簽注（2012年）

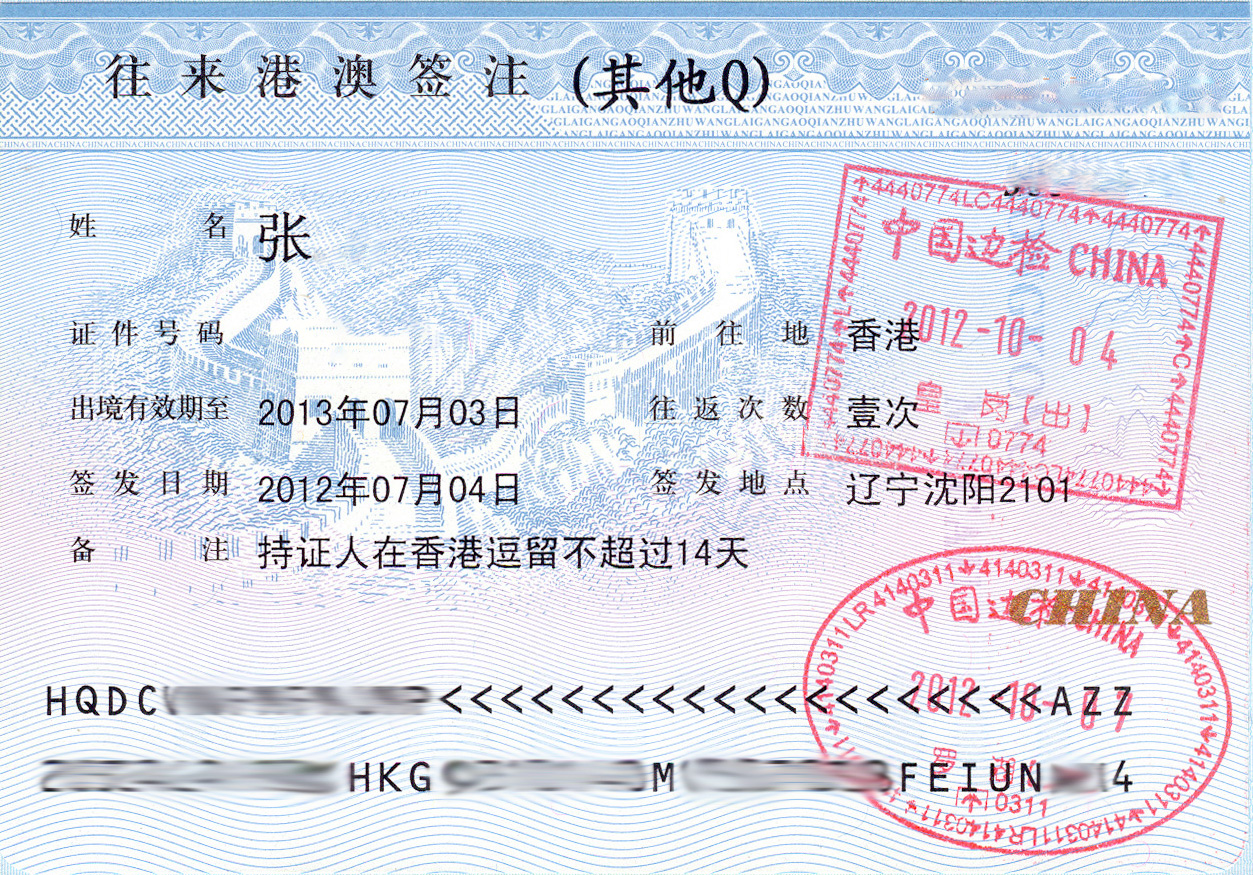
往來港澳通行證上簽發的14天停留期限單次往返的Q（其他）種類香港簽註（蓋有皇崗口岸出境章和羅湖口岸入境章）

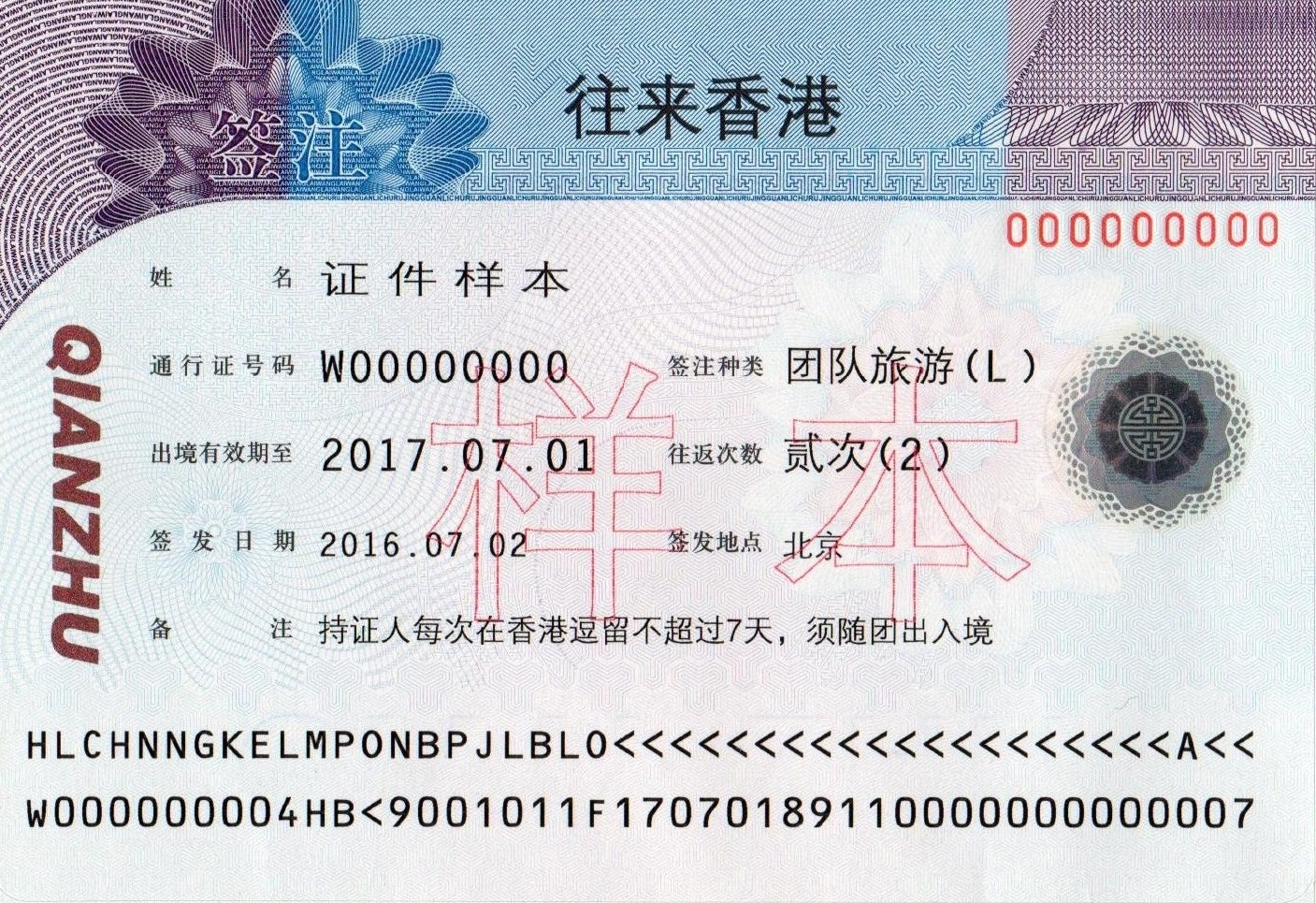
往來港澳通行證上的香港团队旅遊（L）簽注（2016年样本）

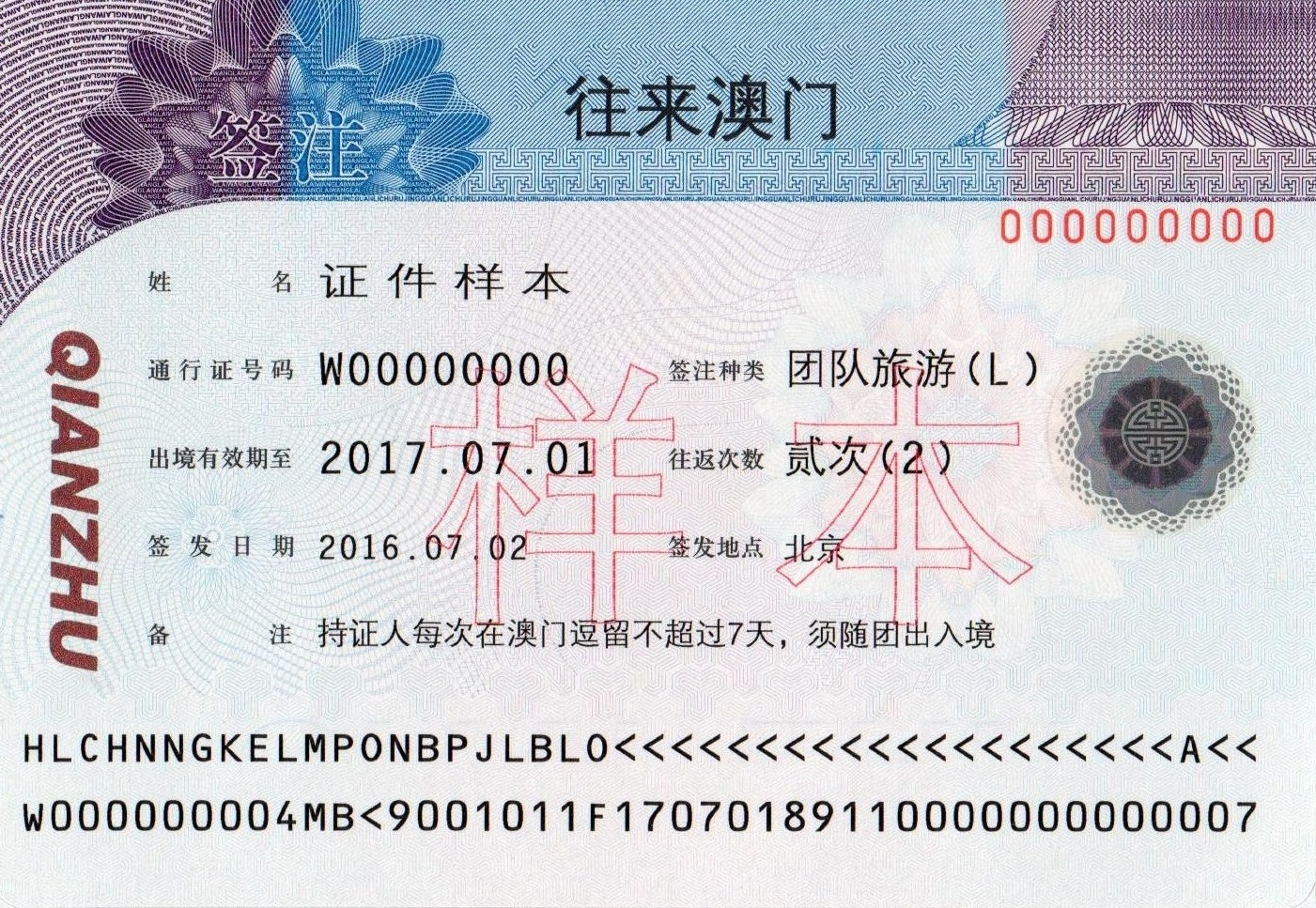
往來港澳通行證上的澳门团队旅遊（L）簽注（2016年样本）

### 簽注類型
持证人须取得对应目的的签注后方可前往港澳地区。签注的英文字母表示汉字首字拼音，如G表示“个”。
对于各类签注，“三个月”“一年”是指该签注允许旅客在签注签发之日起在三个月或一年内前往香港或澳门；“一次”“两次”“多次”是指该签注在有效期内允许旅客入境香港或澳门的次数；“逗留时间”“逗留”是指旅客在进入香港或澳门境内后允许停留的天数。
- 个人旅游（G）：该签注分为三个月一次或两次、一年一次或两次（两次签注仅限香港），每次在香港或澳门逗留时间不超过7天；申请者须拥有廣東省全省21个地级市以及内地其它省市的38個地级市/直辖市的户籍；2024年12月1日起，深圳户籍居民和居住证持有人另可办理一年多次赴港签注，一年内可不限次数往来香港；2025年1月1日起，珠海户籍居民另可办理一年多次赴澳签注，每个自然周仅可前往澳门一次（横琴粤澳深度合作区户籍居民和居住证持有人为不限次数）。[5]
- 团队旅游（L）：该签注分为三个月一次或两次、一年一次或两次（两次签注仅限香港），每次逗留不超过7天[5]；最初该类签注仅供参加旅游团前往香港和澳门，从中国内地出境时需要持有公安部认可的旅行社出具的港澳游团队名单，返回中国内地时则无此限制。自2017年8月和9月起，从中国内地前往香港和澳门已不再需要查验团队名单，可直接通关，故该签注在实际使用中已经和个人旅游（G）签注无异[39]。
  - 琴澳旅游团签注：该签注为一次有效，每次逗留不超过7天。内地居民向符合资质的旅行社报名参加琴澳旅游团（人数限制为每团2至40人）后，可凭确认短信到任一公安机关出入境管理窗口办理该签注（标注“琴澳旅游”）。旅游团首次出境前往澳门的口岸不作限制，入境澳门后可在签注停留期内经横琴口岸多次往返澳门与横琴粤澳深度合作区。所有参团旅客实行“团进团出”，在澳门和合作区行政区域内活动，如旅客经其他口岸从澳门入境内地的，该签注即自动失效。[40]
- 探亲（T）：该签注分为三個月一次、三个月多次、一年多次，除三個月一次簽注逗留期為14天外，其他簽注每次逗留期限不超过90天。[5]
- 商务（S）：该签注分为三个月一次、三个月多次、一年多次，每次逗留不超过14天。[5]从2022年开始，为防止港澳担保公司弄虚作假，国家移民管理局严格审批商务签注。
- 其他（Q）：该签注分为三个月一次或两次、一年一次或两次、三个月多次，每次逗留不超过14天。[5]签发对象是因治病、奔丧、探望危重病人、诉讼、应试、处理产业、学术交流等事由申请赴港澳及持港澳其中一地逗留（D）签注申请赴港澳中另一地訪問的。[5]
  - 地方性赴港政策：深圳市户籍居民如有需接送港籍小孩、需经常前往香港医治重大疾病、需照顾在港医治重大疾病的亲属、需经常赴香港开展文化教育交流证明的深圳市高等院校及香港在深高校研究院的教育从业人员、深圳科研机构的科研从业人员、深圳市区级以上公立医院及港大深圳医院的医疗从业人员和其他涉及深港创新圈的非企业机构从业人员，可申请赴香港一年多次其他签注。[41]
  - 赴港逗留簽注持有人：可以申請三个月一次赴澳簽注。
  - 赴澳逗留簽注持有人：在澳門就學或就業的內地居民，赴香港從事各項交流活動，可免交驗申請事由相關的材料申請三个月一次或两次赴港其他簽注。交驗商務、工作會晤或業務交流、學術交流、参展、就醫探病、从事演艺活动、訴訟、處理產業和處理其他必要私人事務的申請事由證明材料情況下可申請三個月多次赴港其他簽注。其中赴澳门就医的还可以有1至2名陪护人员随同申办同类型签注。[42]
- 人才（R）：该签注多次有效。在粤港澳大湾区内地城市、北京、上海工作的6类内地人才（杰出人才、科研人才、文教人才、卫健人才、法律人才和其他人才）可以申请办理往来港澳人才签注，根据实际需要可选择单独或者同时申请办理赴香港人才签注和赴澳门人才签注。杰出人才可以获发有效期5年的人才签注，科研、文教、卫健人才可以获发有效期3年的人才签注，法律、其他类人才可以获发有效期1年的人才签注。人才签注持有人可以在签注有效期内多次往来港澳地区，每次在港澳停留不超过30天。[33]
- 逗留（D）：该签注多次有效。发给赴香港随任、就学、就业、居留、培训以及作为受养人赴香港依亲的；或者赴澳门随任、就学、就业人员及经澳门有关部门批准赴澳门居留的就业人员亲属。
  - 香港：签注有效期按照香港入境事务处签发的进入许可的最长有效期签发，持证人应按香港进入许可的规定入出香港。[5]
  - 澳門：前往澳门就学的，签注有效期按照澳门教育及青年發展局批准的学习期限签发；前往澳门就业和就业者亲属的，签注有效期按照澳门相关部门批准的期限签发。持证人每次在澳门逗留不超过澳门逗留许可有效期。[5]

已經停止签发的簽注種類：
- 奥运（A）：多次有效，每次入境可逗留90天，仅在2008年北京奥运会期间签发，申请人须持有奥运会身份注册卡，且仅可在北京、天津、河北、辽宁、上海、山东、广东公安机关出入境管理部门申请[43]。
- 访问（F）：分为三个月一次、三个月二次、一年一次、一年二次（仅限香港），功能及申請地域限制与新版个人旅游（G）簽注相同，手續較旅遊（L）簽注簡單。2007年更名為個人旅遊（G）簽注。
- 旅遊（L）：分为三个月一次或两次、一年一次或两次，功能和新版团队旅游（L）簽注相同，申請時通常需提供旅行社文件，赴香港每次最长可以逗留14天，赴澳门旅游每次最长可以逗留7天。[44]2006年4月10日起停止签发赴港澳团队旅游“14天一次有效”和“14天二次有效”两种签注，只签发“7天一次有效”和“7天二次有效”两种签注。[45]2007年更名為團隊旅遊（L）簽注[46]。
- 培训（P）：多次有效，首次入境截止时间和有效期根据香港入境事务处签发的培训类“进入许可”确定。[47]2006年4月10日起随2005版往来港澳签注合并至逗留（D）签注。
- 乘务（C）：多次有效，每次入境可以停留14天，有效期为1-12个月，首次进入截止期限为自签注签发之日起3个月内。[47]2006年4月10日起随2005版往来港澳签注合并至商务（S）签注。
- 就业（J）：多次有效，首次入境截止时间和有效期根据香港入境事务处签发的就业类“进入许可”确定。[47][48]2006年4月10日起随2005版往来港澳签注合并至逗留（D）签注。
- 就业者家属（J1）：进入次数、首次入境截止时间和有效期与就业签注相同。[48]2006年4月10日起随2005版往来港澳签注合并至逗留（D）签注。
- 学习（X）：多次有效。赴香港的，首次入境截止时间和有效期根据香港入境事务处签发学习类“进入许可”确定；赴澳门的，根据学生实际就学时间确定，最长一年。2006年4月10日起随2005版往来港澳签注合并至逗留（D）签注。

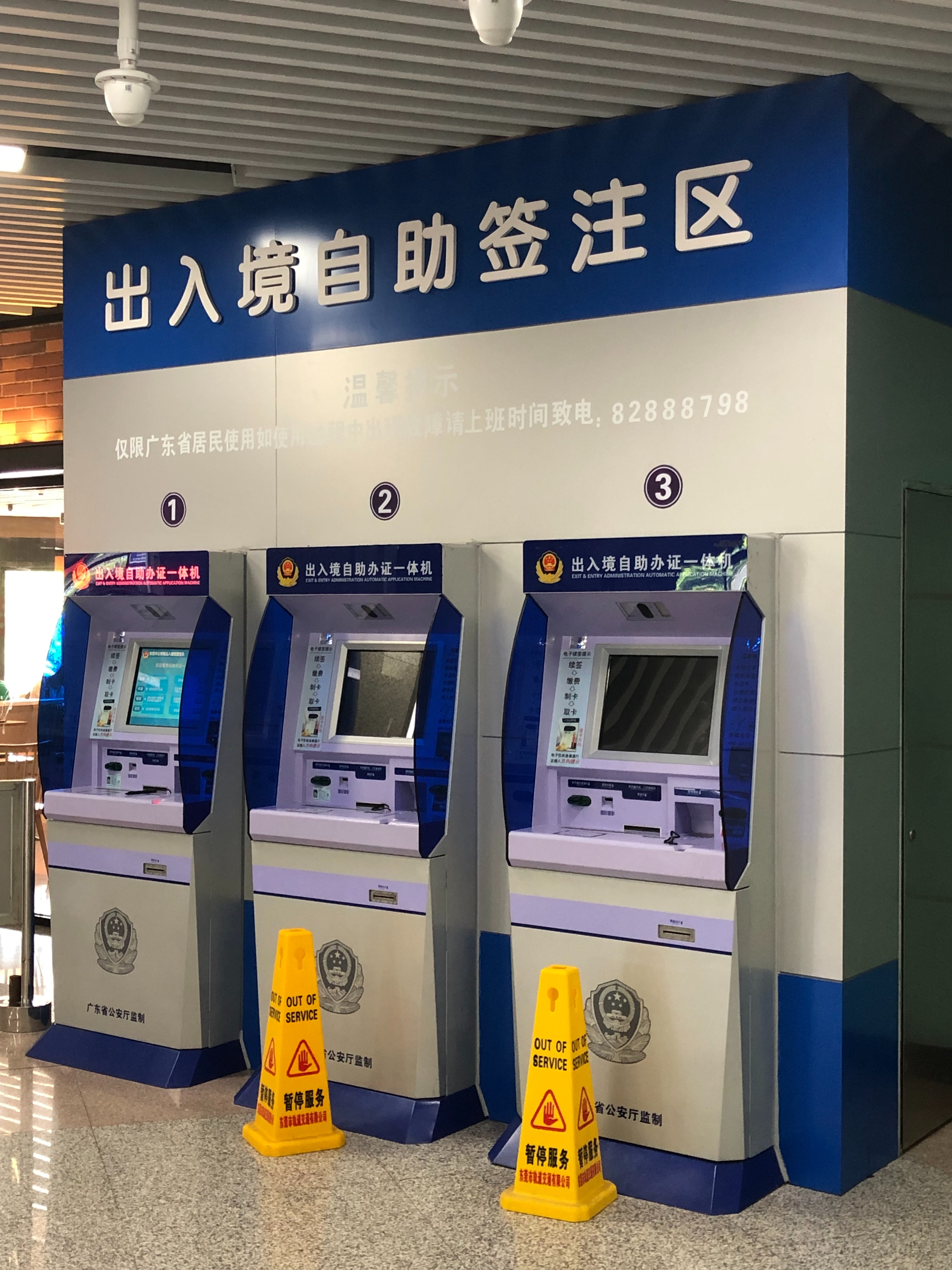
位于东莞市虎门站的自助签注机

### 辦理時間和限制
对于赴澳门签注，部分地区要求距离上次办理签注或出入澳门的日期超过一定天数（通常为上一个赴澳签注发出之日起两个月）才能重新办理；赴香港签注无此限制，随时可以办理。公安机关出入境管理部门受理往来港澳通行证或单独受理签注申请后，应当在7个工作日内予以签发。因所在地区交通不便或者因特殊情况以及在非常住户口所在地申请的，签发时间可以延长至20个工作日。
自电子港澳通行证启用后，中国内地居民可通过自助签注机自助办理签注，全程仅90秒即可完成办理及制证。2019年开始，全国各地自助签注机陆续增加了包括指纹识别、人脸识别在内生物特征认证的步骤，要求申请人亲自在自助机办理，不能委托他人代办。如选择在自助签注机同时办理及制证，每次对同一目的地的旅游类型签注的「立等可取」申请需间隔两个月，但有關規定並未嚴格執行，實際上可以在赴港旅遊簽注用畢且已入境中國大陸滿24小時的情況下再次「立等可取」申请簽注。
受2019冠状病毒病疫情影响，赴港澳旅游自助签注服务曾一度暂停，仅可前往人工窗口办理，一直至2022年11月1日恢复赴澳门旅游自助签注服务。2023年2月6日，恢复赴香港旅游自助签注服务。

## 費用

### 在中国內地公安机关申请
国家移民管理局委托的县级以上公安机关出入境管理部门受理内地居民申请往来港澳通行证和签注业务。相关业务收费如下：
- 往来港澳通行证收费人民币60元。
- 一次有效签注收费15元，二次有效签注收费人民币30元。
- 短期（不超过一年）多次有效签注收费人民币80元。
- 一年以上两年（含）以下多次有效签注收费人民币120元。
- 两年以上三年（不含）以下多次有效签注收费人民币160元。
- 长期（三年以上，含三年）多次有效签注收费人民币240元。

### 在香港特别行政区申请
国家移民管理局委託香港中国旅行社受理持通行證以內地逗留簽注在香港工作、就學、接受培訓的內地居民（包括其隨行家屬）以及在港工作的勞務人員的往来港澳通行证和签注业务。
| 收費類別                     | 就讀、就業、培訓或受養人 | 就讀、就業、培訓或受養人 | 勞務人員 | 勞務人員       |
| ---------------------------- | ------------------------ | ------------------------ | -------- | -------------- |
| 收費類別                     | 只办签注                 | 同时换证及签注           | 只办签注 | 同时换证及签注 |
| 港澳通行证                   |                          | HK$250（空证）           |          | HK$180（空证） |
| 短期（不超过一年）签注       | HK$270                   | HK$370                   | HK$200   | HK$300         |
| 一年以上两年（含）以下签注   | HK$330                   | HK$430                   | HK$260   | HK$360         |
| 两年以上三年（不含）以下签注 | HK$390                   | HK$490                   | HK$320   | HK$420         |
| 长期（三年以上，含三年）签注 | HK$510                   | HK$610                   |          |                |

| 收費類別           | 只办签注 |
| ------------------ | -------- |
| 往澳門一次有效簽注 | HK$250   |

特殊情況需遞函審批的，香港中国旅行社另收港幣200元。

### 在澳门特别行政区申请
国家移民管理局委託澳門中國旅行社在澳門受理持有有效逗留（D）签注人士的港澳通行证相关申請服務。
| 收費類別                         | 只办签注            | 同时换证及签注      |
| -------------------------------- | ------------------- | ------------------- |
| 短期（不超过一年）澳门签注       | HK$165 或 MOP$170.2 | HK$270 或 MOP$278.6 |
| 一年以上两年（含）以下澳门签注   | HK$220 或 MOP$227   | HK$330 或 MOP$330.1 |
| 两年以上三年（不含）以下澳门签注 | HK$330 或 MOP$330.1 | HK$430 或 MOP$433.3 |
| 三个月一次赴港簽注               | HK$100 或 MOP$103.2 |                     |
| 三个月二次赴港簽注               | HK$160 或 MOP$165.1 |                     |
| 三个月多次赴港簽注               | HK$165 或 MOP$170.2 |                     |

## 自助出入境检查

### 中国内地
持有《往来港澳通行证》的持证人，如已采集指纹并办妥有效签注，可在往来香港、澳门时使用边检自助查验通道。
2024年11月20日起，持有多次有效逗留、探親、商務、人才、其他類赴港澳簽注的往來港澳通行證持有人可以人脸識別代替出示證件。在深圳灣口岸或珠海拱北口岸的免出示证件通道通关。

### 香港特别行政区
電子往來港澳通行證持證人可使用香港e-道服務，登記需要符合以下資格：
1. 年滿11歲[61]或以上；
2. 持有有效電子往來港澳通行證及附有有效訪港簽注（逗留簽注除外）；
3. 在申請通行證時已向內地發證機關簽署同意授權香港入境處使用其儲存於通行證芯片內的指紋模板；或者
4. 在首次使用電子通行證來港時，使用傳統櫃檯並成功辦理入境及登記手續。

電子通行證持有人可使用設置於機場、港珠澳大橋、啟德郵輪碼頭、港澳客輪碼頭及中港客運碼頭的自助查閱機查閱是否符合資格使用e-道服務及赴港簽注剩餘次數。

### 澳门特别行政区
7歲或以上的电子往来港澳通行证持证人，只要在申辦電子《往來港澳通行證》時，授權同意澳门治安警察局使用持证人的指紋模板信息，便可直接於澳門各出入境事務站自助過關通道辦理出入境手續，毋須再於澳门辦理登記手續。

## 备注
1. ↑  仍然需要携带相应证件以便查验